# Havok (entreprise)
Pour les articles homonymes, voir Havok.
Havok est une société irlandaise fondée en 1998 par Steven Collins et Hugh Reynolds du département d'informatique du Trinity College à Dublin. Elle a développé le moteur physique Havok Game Dynamics SDK qui est utilisé dans plusieurs jeux vidéo — principalement des FPS — comme Max Payne 2: The Fall of Max Payne, Half-Life 2, Painkiller, Age of Empires III et Modern Combat 4 sur iOS et Android où Havok traite les graphismes.
Le 14 septembre 2007, Intel a annoncé l'acquisition de l'entreprise.
Le 5 octobre 2015, Microsoft a annoncé l'acquisition de l'entreprise
Depuis le 2 juin 2008, l'entreprise distribue gratuitement son moteur physique via son site internet pour les possesseurs d'ordinateurs.